# Maison (astrologie)
Pour les articles homonymes, voir Maison (homonymie).
 (juillet 2017).
Les maisons astrologiques, au nombre de douze, sont des divisions de la sphère céleste. Cependant, si la division en signes est naturelle (elle résulte des 12 lunaisons de l'année), la division en maisons est arbitraire. Elles ne portent pas de nom, à l'inverse des Signes, mais elles sont numérotées de I à XII dans le sens des Signes, et ce à partir de l'Ascendant. Les douze maisons couvrent, selon la doctrine astrologique, autant de secteurs de l'activité humaine. Ainsi, si le cycle annuel des signes correspond à 12 modes d'être, le cycle quotidien des maisons correspond à la vie d'un être humain. En raison de la rotation apparente de la sphère céleste en 24 heures, ces maisons sont successivement occupées chaque jour par toutes les planètes du système solaire (les planètes sont vues dans chacune des maisons en sens inverse de celui de la numérotation de ces dernières ; ainsi, une planète en maison XII vient de se lever, alors qu'une planète en maison X approche de sa culmination supérieure). On appelle domification la construction concrète de ces maisons sur le thème astral. S'il existe plusieurs méthodes différentes de domification, les astrologues sont plus ou moins d'accord sur la signification de chaque maison.

## Nature

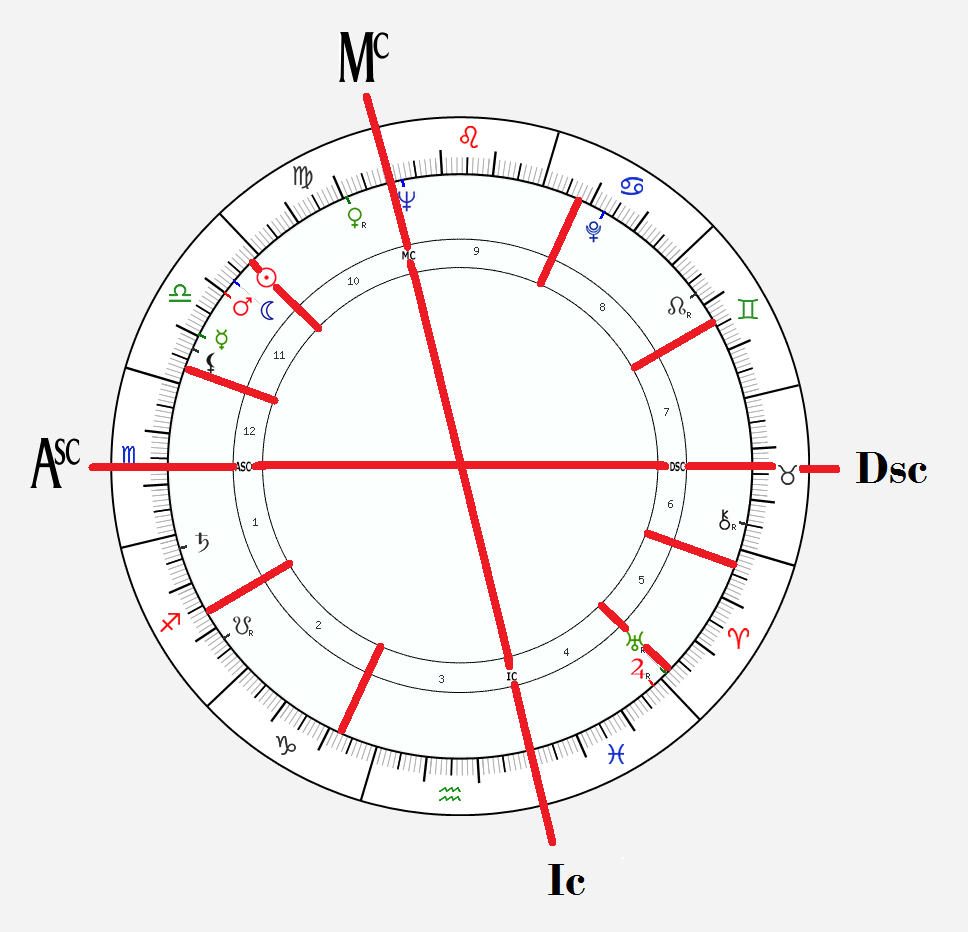
Les pointes des 12 maisons (en rouge) sont une autre division du cercle du thème astrologique que les signes du zodiaque. En tout lieu et à toute heure, il y a 6 maisons (de I à VI) invisibles, au-dessous de l'horizon, et 6 maisons (de VII à XII) visibles, au-dessus de l'horizon, le châssis des maisons restant fixe pour ce lieu donné (les maisons appartiennent à la Terre, et rien qu'à la Terre).

La tradition astrologique divise le cercle des signes du zodiaque (ce cercle est l'écliptique) en un certain nombre de secteurs (au nombre de douze) distincts des signes et de dimensions la plupart du temps inégales : les maisons astrologiques, jadis nommées mansions. La division en douze maisons est rythmée par la rotation en une journée de la Terre sur elle-même (à chacun de ses levers, le Soleil repasse sur l'ascendant qui est le point-origine des douze maisons dans la plupart des cas) alors que la division en douze signes est rythmée par la rotation en une année de la Terre autour du Soleil (à chaque équinoxe de printemps, le Soleil repasse au point vernal qui est généralement considéré comme le point-origine des douze signes). 
Si les planètes sont censées répondre à la question Quoi?, et les signes du zodiaque à la question Comment?, les maisons sont censés répondre à la question Où? (elles correspondraient à des champs d'expériences, des domaines de l'existence). L'astrologue André Barbault a écrit qu'il ne faut pas envisager la signification de ces secteurs sur un plan concret, mais plutôt en termes d'attitude du sujet vis-à-vis du domaine concerné. Il donne comme exemple la Maison II qui « ne dit pas si le sujet fera fortune ou non, et moins encore à combien s'élèvera son avoir » mais « situe la façon dont le sujet se comporte en face des questions d'argent et, par conséquent, mais fort relativement, ses chances pécuniaires ».
La notion de maisons provient des Babyloniens, qui attachaient une grande importance aux astres apparaissant à l'horizon (se levant vers l'Ascendant) ou culminant (passant au Milieu du Ciel). Chaque planète a son propre rythme pour faire le tour du zodiaque (de 28 jours pour la Lune à 250 ans pour Pluton) alors que la traversée des 12 maisons en 24 heures est la même pour toutes les planètes. Il semble que cette division en douze secteurs entourant la personne dont on dresse le thème a précédé la notion de signes du zodiaque[réf. nécessaire]. Si la position des planètes en signes ne dépend que de l'heure de naissance (elle est la même à un même moment donné pour tous les lieux de la Terre), la position des planètes dans les maisons dépend non seulement de l'heure de naissance, mais aussi des coordonnées géographiques du lieu pour lequel on dresse le thème. En clair, si l'on peut dire instantanément de quelqu'un qu'il est (par exemple) du signe solaire du Lion, il faut passer par des calculs pour déterminer son ascendant (qui est la pointe de la maison I), lequel change en moyenne toutes les deux heures.

## Signification
Selon Jacques Halbronn, l'origine remonte à la Tétrabible de Claude Ptolémée (IIe siècle de notre ère) bien que Ptolémée n'attribue pas les significations actuelles des maisons à sa liste des domaines que l'astrologue doit considérer. Wilhelm Knappich indique, dans son Histoire de l'astrologie que deux siècles plus tôt, Manilius divisait la figure horoscopique en 8 Maisons (octotopos en grec). Le théoricien Patrice Guinard a soutenu qu'il existait une logique derrière cette division en 8 Maisons. Toutefois, la plupart des chercheurs affirment qu'il s'agit là d'une mauvaise interprétation du texte (un poème, et qui plus est en latin) de Manilius. C'est notamment le cas de Jean Hiéroz qui a avancé des arguments paraissant convaincants selon lesquels Manilius décrivait bien 12 Maisons (dodekatropos en grec) et non 8. 

### Analogie entre signes et maisons
Comme les signes du zodiaque, les maisons sont numérotées dans le sens inverse des aiguilles d'une montre, à partir de l'horizon oriental pour les maisons, à partir du premier jour du printemps boréal pour les signes. Or, il est courant d'associer la signification astrologique de la première maison (l'Être) à celle du premier signe (le Bélier) : le commencement, d'associer la signification astrologique de la seconde maison (l'avoir) à celle du second signe (le Taureau) : la construction, le travail à long terme, et ainsi de suite. 
| Signe du zodiaque | Mots-clés                                       | Maison associée | Mots-clés                  |
| ----------------- | ----------------------------------------------- | --------------- | -------------------------- |
| Bélier            | commencement action violence                    | I               | comportement général       |
| Taureau           | construction stabilité persévérance             | II              | acquisitions               |
| Gémeaux           | échanges dispersion versatilité                 | III             | environnement proche       |
| Cancer            | foyer protection enfantement                    | IV              | racines                    |
| Lion              | action individuelle ampleur égocentrisme        | V               | création                   |
| Vierge            | minutie ordre sens critique                     | VI              | servitudes                 |
| Balance           | jugement conciliation non-violence              | VII             | alliances                  |
| Scorpion          | destruction désir d'absolu révolte              | VIII            | dépossessions              |
| Sagittaire        | expansion optimisme légalité                    | IX              | horizons lointains         |
| Capricorne        | ambition structuration dépouillement            | X               | élévation sociale          |
| Verseau           | travail collectif rénovation utopie             | XI              | fraternité                 |
| Poissons          | universalisme réceptivité abolition des limites | XII             | épreuves libre arbitre (?) |

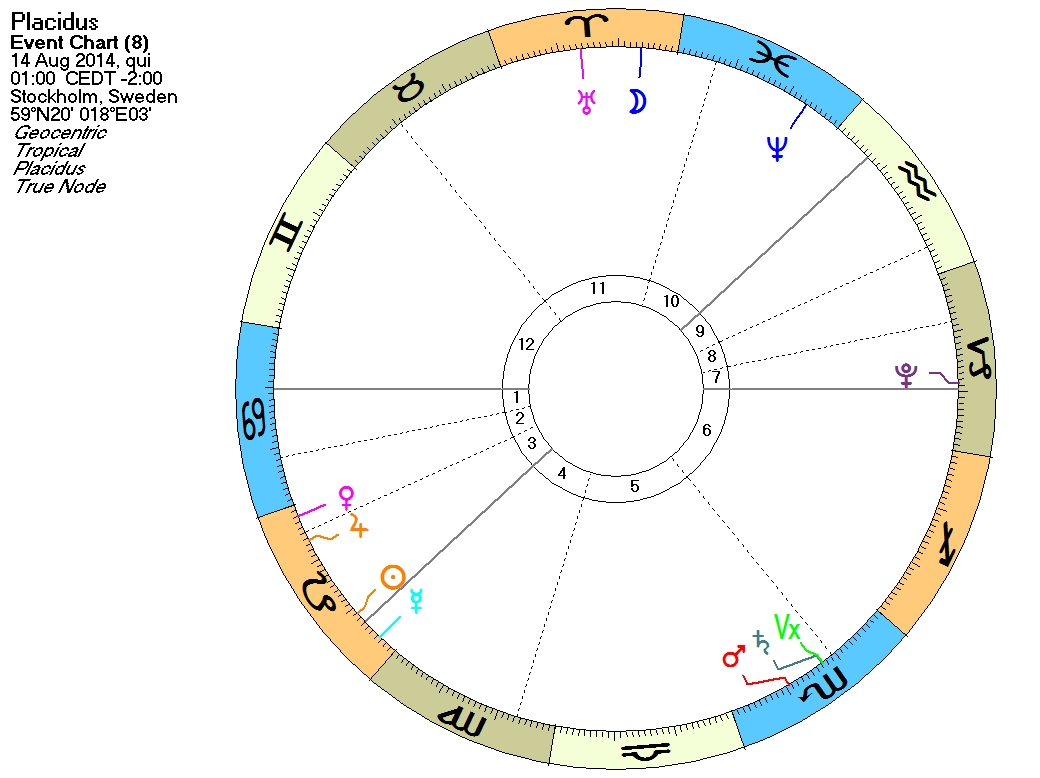
Les maisons (ici selon la domification Placidus, la plus courante) sont numérotées (au centre) de I à XII dans le même sens que les signes (sens inverse des aiguilles d'une montre). Le sens de pivotement apparent des planètes dans la journée est donc l'inverse du sens de numérotation des maisons (lever à la pointe de la maison I, culmination supérieure à la pointe de la maison X, coucher à la pointe de la maison VII, culmination inférieure à la pointe de la maison IV).

Ce raisonnement par analogie est récent : il n'avait pas cours dans l'astrologie traditionnelle jusqu'au XVIIe siècle. Certains, tels Daniel Verney font remarquer que le sens du mouvement diurne apparent des astres à travers les maisons est l'inverse du sens de succession des signes (qui correspond au sens réel de rotation de toutes les planètes autour du Soleil), fait qui, selon lui, est « de nature à interdire, du point de vue des significations, une correspondance biunivoque » entre signes et maisons. D'autres, tels Jacques Halbronn s'élèvent contre cette analogie au motif que la cinquième maison, attribuée à l'Engendrement, ne saurait être associée au Lion, « signe stérile » ; le Lion représente en effet en astrologie le rayonnement et la continuité dans son être
. Dans son ouvrage Clef du zodiaque, Albert Nègre rétorque que « le signe du Lion, ainsi que la maison V, ne représentent pas la génération, mais la naissance, la venue au monde, acte en quelque sorte purement mécanique, et en tout cas n'impliquant aucune idée de stérilité ou de fécondité ».

### Axes complémentaires
Les attributions courantes des maisons s'associent par paires formant autant d'axes. La maison I, dont la pointe (dite cuspide) se trouve à l'ascendant, s'oppose à la maison VII dont la pointe forme le Descendant ; la maison II s'oppose à la maison VIII ; la maison III s'oppose à la maison IX ; la maison IV, dont la pointe se trouve au Fond du Ciel, s'oppose à la maison X dont la pointe forme le Milieu du Ciel ; la maison V s'oppose à la maison XI ; la maison VI s'oppose à la maison XII.
Les secteurs se faisant face portent des valeurs complémentaires de nature dialectique. Ouvertes à l'Autre en vertu d'une évolution morale, les maisons VII à XII apparaissent comme l'octave supérieure des maisons I à VI centrées sur soi. Elles résument les étapes majeures de l'existence, parallèles au parcours de vie : être ; avoir ; pensée ; carrière ; accomplissement ; détachement.

#### Premier axe = affirmation
- Maison I : l'ego, la façon de ressentir le quotidien et de s'extérioriser, ce qu'on montre aux autres, le caractère inné
- Maison VII : les relations avec les autres, les unions et associations, les contrats, les ennemis déclarés

#### Deuxième axe = acquisition
- Maison II : les résultats matériels de l'activité personnelle, la gestion de la valeur individuelle, les moyens d'existence. Les choix dépendent du natif
- Maison VIII : les pertes, ce dont on se débarrasse en faisant la part du feu, les transformations (mort et renaissance), l'argent provenant des autres (les héritages notamment). Les choix dépendent d'autrui

#### Troisième axe = réflexion
- Maison III : la pensée concrète, les études, l'entourage proche (frères et sœurs, voisins), les brefs déplacements
- Maison IX : la pensée abstraite, l'extension du champ de conscience, l'idéal philosophique ou religieux, les pays étrangers, les longs voyages

#### Quatrième axe = évolution
- Maison IV : les bases de la vie, les racines, les parents, l'enfance, le foyer, la sphère privée, le berceau de l'existence
- Maison X : le sommet de la vie, le moi social, la vie publique, le travail en tant que vocation, l'aboutissement professionnel, la notoriété, la sépulture

#### Cinquième axe = réalisation
- Maison V : les joies personnelles : la création individuelle, la procréation, les enfants, les divertissements, le jeu
- Maison XI : les joies collectives : la création sociale, les amis, les soutiens, les projets communs et les espérances que l'on nourrit à plusieurs

#### Sixième axe = libération
- Maison VI : les contingences d'ordre privé : la santé, les maladies aiguës, les servitudes et obligations quotidiennes, le travail en tant qu'obligation
- Maison XII (certainement la plus complexe) : les épreuves et ennemis cachés, les maladies chroniques, la dépossession de l'ego dans sa relation à l'Universel, les lieux isolés (hôpital, prison, monastère, asile, maison de retraite...), la solitude qui favorise la vie intérieure. Peut-être aussi, par opposition aux limitations de la maison VI, la disponibilité individuelle et pour autrui ouvrant l'éventail de tous les possibles : libre arbitre, loisirs, bénévolat

### Triplicités

#### Maisons de Feu
dynamiques de vie :
- Maison I : le sujet, la vie en tant que telle
- Maison V : la vie par les œuvres et les enfants
- Maison IX : la vie spirituelle (l'astrologue Jean-Baptiste Morin de Villefranche l'a appelée « la vie en Dieu »)

#### Maisons de Terre
choses physiques, parfois résultats :
- Maison II : les possessions
- Maison VI : le devoir, les obligations quotidiennes
- Maison X : les honneurs

#### Maisons d'Air
relations, parfois soutiens :
- Maison III : l'environnement proche
- Maison VII : les associations
- Maison XI : les amis

#### Maisons d'Eau
choses psychiques, parfois obstacles :
- Maison IV : les racines familiales
- Maison VIII : les crises et transformations
- Maison XII : les épreuves (l'astrologue Dane Rudhyar l'a appelée « le test de la clôture » car elle ferme le cycle), peut-être aussi le libre arbitre et l'aide aux autres

### Maisons angulaires, succédantes et cadentes
Il existe une distinction supplémentaire entre les maisons dites angulaires (I, IV, VII, X), succédentes (II, V, VIII, XI) et cadentes (III, VI, IX, XII). Dans son ouvrage L'astrologie, la psychologie et les quatre éléments, Stephen Arroyo croise cette distinction (Angulaire = action ; Succédente = besoin de sécurité; Cadente = apprentissage) avec la typologie traditionnelle des quatre éléments (Feu = niveau de l'identité ; Terre = niveau matériel ; Air = niveau social et intellectuel ; Eau = niveau de l'âme et des émotions) pour aboutir aux définitions suivantes :
- Maison I (angulaire de Feu) : identité dans l'action (façon d'être)
- Maison II (succédente de Terre) : besoin de sécurité matérielle (façon de posséder)
- Maison III (cadente d'Air) : apprentissage social et intellectuel (façon de communiquer)
- Maison IV (angulaire d'Eau) : action émotionnelle et spirituelle (façon de s'enraciner)
- Maison V (succédente de Feu) : besoin de sécurité identitaire (façon d'aimer)
- Maison VI (cadente de Terre) : apprentissage matériel (façon de servir)
- Maison VII (angulaire d'Air) : action sociale et intellectuelle
- Maison VIII (succédente d'Eau) : besoin de sécurité émotionnelle et spirituelle
- Maison IX (cadente de Feu) : apprentissage identitaire (élargissement du champ de conscience, par exemple)
- Maison X (angulaire de Terre) : action matérielle
- Maison XI (succédente d'Air) : besoin de sécurité au plan social et intellectuel
- Maison XII (cadente d'Eau) : apprentissage émotionnel et spirituel.

### Astrologie conditionaliste: le SORI
Jean-Pierre Nicola, fondateur de l'astrologie conditionaliste, en utilisant ses modèles R.E.T. (Représentation, Existence, Transcendance) et SORI (Sujet, Objet,  Relation, Intégration), aboutit à un résultat proche de celui de Stephen Arroyo :
- Maison I (angulaire de Feu) : représentation du sujet
- Maison II (succédente de Terre) : existence de l'objet
- Maison III (cadente d'Air) : transcendance de la relation
- Maison IV (angulaire d'Eau) : représentation de l'intégration
- Maison V (succédente de Feu) : existence du sujet
- Maison VI (cadente de Terre) : transcendance de l'objet
- Maison VII (angulaire d'Air) : représentation de la relation
- Maison VIII (succédente d'Eau) : existence de l'intégration
- Maison IX (cadente de Feu) : transcendance du sujet
- Maison X (angulaire de Terre) : représentation de l'objet
- Maison XI (succédente d'Air) : existence de la relation
- Maison XII (cadente d'Eau) : transcendance de l'intégration.

## Domification

### Nature
On appelle domification la construction des maisons astrologiques sur un thème astral.  Il s'agit de calculer la position des cuspides (ou pointes des maisons) qui sont les points de séparation entre deux maisons consécutives. S'il existe un consensus entre les astrologues sur la signification dans la vie concrète de chacune de ces maisons, il existe un grand nombre de façons de les délimiter sur le cercle des signes du zodiaque (ce cercle est l'écliptique). Toutes ces façons donnant des résultats différents, il n'y a pas de consensus sur les méthodes de domification.

### Les différents systèmes
Dans la plupart des systèmes de construction des maisons, l'Ascendant (point d'intersection vers l'Est entre le cercle des signes et l'horizon) marque le début de la 1re maison, et le Descendant (point d'intersection vers l'Ouest entre le cercle des signes et l'horizon) marque le début de la VIIe maison.
Dans un grand nombre de systèmes, le Milieu du Ciel (point d'intersection au plus haut dans le ciel entre le cercle des signes et le méridien local) marque le début de la maison X, et le Fond du Ciel (point d'intersection au plus bas dans le ciel entre le cercle des signes et le méridien local) marque le début de la maison IV.

### Division de l'écliptique
Les systèmes apparus les premiers (système des Maisons-Signes et système des maisons égales) établissaient un lien entre les maisons et les signes du zodiaque. Le système dont on pense qu'il fut le plus ancien est le système des Maisons-Signes, que l'on peut aussi appeler système des signes entiers : la première maison débute au degré zéro du signe dans lequel se trouve l'Ascendant, la deuxième maison débute au commencement du signe suivant, et ainsi de suite.  Le système des maisons égales en est un raffinement qui donne à chaque maison l'étendue d'un signe (soit 30 degrés sur l'écliptique), mais avec une première maison qui débute à l'Ascendant.  La première maison est ainsi composée des 30 degrés qui suivent cet Ascendant.  La seconde maison est composée des 30 degrés qui viennent après, et ainsi de suite.
Dans ces deux systèmes (des Maisons-Signes et  des maisons égales), le Milieu du Ciel ne correspond en général pas avec le début de la maison X. Les systèmes de domification inventés après ceux-ci par Porphyre, Alcabitius, Campanus, Régiomontanus, Placidus ou Koch ont cherché au contraire à faire du Milieu du Ciel et du Fond du Ciel les débuts des maisons X et IV, tout en faisant de l'Ascendant et du Descendant les débuts des maisons I et VII.

### Division de l'espace
Le système de Porphyre partage en 3 parties égales la portion d'écliptique entre l'Ascendant et le Milieu du Ciel, et en 3 autres parties égales (pas nécessairement égales aux 3 premières car, sur le cercle des signes, le Milieu du Ciel n'apparaît pas nécessairement à 90 degrés de l'Ascendant) la portion d'écliptique entre le Milieu du Ciel et le Descendant. On obtient ainsi les pointes (ou cuspides) des maisons I, XII, XI, X, IX, VIII et VII. Les pointes des maisons opposées s'obtiennent par symétrie.
Le système Campanus est basé sur la division en 12 parties égales d'un cercle servant aux mesures (le premier vertical (en), qui est le grand cercle perpendiculaire à l'horizon passant par le zénith, le nadir, et les points cardinaux Est et Ouest de l'horizon). Ces mesures sont ensuite reportées par projection sur l'écliptique grâce à des grands cercles qui passent par les points cardinaux Nord et Sud de l'horizon (ces points cardinaux sont les deux points d'intersection de l'horizon avec le cercle du méridien local).
Le système Régiomontanus est basé sur la division en 12 parties égales de l'équateur pris comme cercle servant aux mesures. Ces mesures sont ensuite reportées par projection sur l'écliptique grâce à des grands cercles qui passent par les points cardinaux Nord et Sud de l'horizon (ces points cardinaux sont les deux points d'intersection de l'horizon avec le cercle du méridien local).

### Division du temps
Le système Placidus est basé sur la division en 3 parties égales du temps mis par les astres pour passer en ascension droite du point Ascendant au Milieu du Ciel, et en 3 autres parties égales du temps mis par les astres pour passer, toujours en ascension droite, du Milieu du Ciel au point Descendant. Ces parties égales de temps se traduisent par des étendues inégales sur le cercle des signes — sauf pour les maisons opposées — en raison de la différence entre ce qu'on appelle les signes de courte ou de longue ascension.  On obtient ainsi les pointes des maisons I, XII, XI, X, IX, VIII et VII. Les pointes des maisons opposées s'obtiennent par symétrie. Cette domification est impossible pour les latitudes au-delà de +/- 66°. La domification Placidus devient, à la mort de Dom Néroman — qui avait cherché à réhabiliter la domification selon Campanus — « la plus répandue en France ».
Le système Koch, développé par l'astrologue Walter Koch (astrologue) (en) (1895-1970) peut être considéré comme un raffinement du système Placidus. Il est basé sur la division en 3 parties égales du temps mis par les astres pour passer en ascension oblique du point Ascendant au Milieu du Ciel, et sur la division en 3 autres parties égales du temps mis par les astres pour passer, toujours en ascension oblique, du Milieu du Ciel au point Descendant. En effet, l'idée de base du système de Koch est que tous les endroits de la Terre tournent dans la journée parallèlement à l'équateur et non à l'écliptique, le Milieu du Ciel évoluant dans les signes obliquement par rapport à l'horizon. Avec son système, Koch parvient à domifier des zones indomifiables selon le système Placidus.